# Бигналл, Боб
Роберт «Боб» Бигналл (англ. Robert «Bob» Bignall, 14 марта 1922 — 11 августа 2013) — футболист и капитан сборной Австралии на Олимпийских играх 1956 года в Мельбурне, Австралия.
Бигналл сыграл более 400 матчей за такие команды Нового Южного Уэльса, как «Корримал», «Норт Шор» и «Саус Коаст Юнайтед». Он играл на позиции защитника и представлял сборную Нового Южного Уэльса в качестве капитана в 1950 году.

В первом матче Олимпиады Австралия со счётом 2:0 обыграла Японию, но в следующем раунде потерпели поражение от Индии (2:4). 
Мы обыгрывали Индию три раза подряд, и когда мы играли с ними на Олимпиаде, мы забили три гола в первом тайме, но ни один из них не был засчитан.Боб Бигналл
В 2005 году Бигналл вошёл в список 50 лучших спортсменов Иллаварры. Кроме того, он был талантливым игроком в крикет и теннис, а также тренировал борзых собак.
11 августа 2013 года Боб Бигналл умер в возрасте 91 года.